# Magenta
Magenta er en tertiærfarve, som ved additiv farveblanding fremstilles ved at blande lige mængder rødt og blåt lys. Farven er dermed komplementærfarve til grøn. 
Magenta indgår ikke i farvespektret; det vil sige, at farven ikke skabes af lys med en enkelt bølgelængde. Magenta kan derfor ikke findes i en regnbue.
Magenta er en af primærfarverne i subtraktive farvesystemer, såsom CMYK, sammen med gul og cyan.
| Artikelstump | Spire Denne artikel om en farve er en spire som bør udbygges. Du er velkommen til at hjælpe Wikipedia ved at udvide den. |